# 伊東市立南中学校
伊東市立南中学校（いとうしりつ みなみちゅうがっこう）は、静岡県伊東市にある公立中学校。

## 概要
通称「なんちゅう」と呼ばれている。市内で最も生徒数の多い中学校である。
陸上部が2021年全中男子4×100mリレーで全国優勝を果たしたほか、バドミントン部も県大会優勝の実績などがある。

## 学校行事
- 4月：入学式、対面式。
- 5月：3年修学旅行（京都、奈良）、2年社会科見学（鎌倉）、1年社会科見学（下田）。
- 7月：中体連地区大会。
- 9月：南中祭体育の部。
- 10月：南中祭文化の部。
- 3月：卒業式。

## クラス数
- 昔は各学年7クラスあった。（特別支援学級除く）
令和3年度現在は3年が6、2年が5、1年が6クラスある。

## 部活動

### 運動部
- 野球部(男子)
- ソフトボール部(女子)
- 男子ソフトテニス部
- 女子ソフトテニス部
- 男子バレー部
- 女子バレー部
- 男子バスケットボール部
- 女子バスケットボール部
- サッカー部(男子)
- 陸上部(男女混合)
- 男子卓球部
- 女子卓球部
- バドミントン部(男女混合)
- 水泳部(男女混合)
- 第2陸上部(特別支援学級の生徒のみ)

### 文化部
- 吹奏楽部
- 美術部
- パソコン部
- 科学部